# Colonia Guadalupe de las Arenas
Colonia Guadalupe de las Arenas är en ort i Mexiko.   Den ligger i kommunen Emiliano Zapata och delstaten Morelos, i den sydöstra delen av landet, 70 km söder om huvudstaden Mexico City. Colonia Guadalupe de las Arenas ligger 1 221 meter över havet och antalet invånare är 148.
Terrängen runt Colonia Guadalupe de las Arenas är varierad. Runt Colonia Guadalupe de las Arenas är det tätbefolkat, med 591 invånare per kvadratkilometer. Närmaste större samhälle är Cuernavaca, 10,4 km norr om Colonia Guadalupe de las Arenas. I omgivningarna runt Colonia Guadalupe de las Arenas växer huvudsakligen savannskog.